# Superintendencia de Seguridad Social
La Superintendencia de Seguridad Social (SUSESO) es un servicio público chileno, funcionalmente descentralizado, con personalidad jurídica y patrimonio propio , a quien corresponde la supervigilancia y fiscalización de los regímenes de seguridad social y de protección social del país, como asimismo de las instituciones que los administren, dentro de la esfera de su competencia.
La SUSESO está regida por la Ley 16395 de 1953, y sus modificaciones posteriores. Se relaciona con el presidente de la República a través del Ministerio del Trabajo y Previsión Social, por intermedio de la Subsecretaría de Previsión Social.
El jefe superior de la SUSESO es el Superintendente, quien tiene la representación legal, judicial y extrajudicial de la misma. El domicilio de la SUSESO se encuentra en la ciudad de Santiago, sin perjuicio de las oficinas regionales que el Superintendente establezca en otras ciudades del país.

## Historia
La SUSESO fue creada en 1953, por D.F.L.N° 219, de 22 de julio de 1953, teniendo como antecedente el Departamento de Previsión Social, creado el 10 de diciembre de 1927 y su sucesora, la Dirección General de Previsión Social, establecida por D.F.L. N° 56/1.790, de 8 de febrero de 1943.. Posteriormente, mediante la Ley 16395, se fija el texto refundido con su organización y atribuciones
La Ley N° 20.691 de 2013 dio un importante impulso al proceso de modernización de la Superintendencia de Seguridad Social. Los aires de modernización, implican cambios en la estructura orgánica y funcional. Esto es, se organiza en una Fiscalía, una Intendencia de Seguridad y Salud en el Trabajo, y una Intendencia de Beneficios Sociales, con designación de sus titulares, mediante el Sistema de Alta Dirección Pública. En conformidad con lo establecido en el artículo 31 de la ley N° 18.575 Orgánica Constitucional de Bases Generales de la Administración del Estado, y artículo 4°, de la Ley N° 16.395, corresponde al Superintendente, establecer la organización interna de la entidad en análisis, y determinar las denominaciones y funciones que correspondan a cada una de sus unidades.

## Superintendentes
El Superintendente de Seguridad Social, el Fiscal y los Intendentes son nombrados por el presidente de la República.
1. Guillermo Valenzuela Lavín (1953)
2. Guillermo Torres Orrego (1953-1954)
3. Rolando González Bustos (1956-1964)
4. Carlos Briones Olivos (1965)
5. Mario Valenzuela Plata (1973)
6. Ricardo Schmidt Peters
7. Patricio Mardones Villarroel
8. Luis Larraín Arroyo (1980-1985)
9. Alfredo Grasset Martínez (1985-1986)
10. Renato de la Cerda Etchevers (1986-1990)
11. Benjamín Teplizky (marzo-abril de 1990)
12. Luis Antonio Orlandini Molina (1990-1992)
13. Hugo Cifuentes Lillo (1992-1994)
14. Luis Antonio Orlandini Molina (1994-2000)
15. Ximena Rincón González (2000-2005)
16. Javier Andrés Fuenzalida Santander (2005-2008)
17. Álvaro Antonio Elizalde Soto (2008-2010)
18. María José Zaldívar Larraín (2010-2014)
19. Claudio Ibáñez (TyS) (2014-2014)
20. Claudio Reyes Barrientos (2014-2020)
21. Patricia Soto Altamirano (S) (2020-2021)
22. María Soledad Ramírez Herrera (2021-2022)
23. Pamela Gana Cornejo (2022-presente)